# Kentish Town (metrostation)
Kentish Town is een station van National Rail en de metro van Londen aan de Northern Line. Het ligt in de Londense wijk Kentish Town.

## Geschiedenis
Het eerste station werd bovengronds geopend door de Midland Railway op 1 oktober 1868 tegelijk met St Pancras. Van met 1878 tot september 1880 onderhield de Metropolitan Railway de Super Outer Circle dienst. Deze dienst liep tussen St. Pancras en Earl's Court via Kentish Town, Cricklewood en South Acton. Op 22 november 1898 kwam Kentish Town weer in beeld bij de metro toen de Charing Cross, Euston & Hampstead Railway (CCE&HR) het als eindpunt van haar oosttak voorstelde om treinreizigers te laten overstappen tussen trein en metro. De CCE&HR ging tegelijk met vier concurrenten op zoek naar bekostiging van de lijn. In 1902 kocht de Amerikaanse investeerder Yerkes de CCE&HR samen met de Baker Street en Waterloo Railway en de Great Northern, Piccadilly en Brompton Railway en bracht deze onder in de UERL.
De bouw begon in 1903 en op 22 juni 1907 werd het initiÃ«le deel, waaronder Kentish Town, van de CCE&HR geopend. Het station is ontworpen door de huisarchitect van de UERL, Leslie Green, met de kenmerkende geglazuurde bloedrode gevel en de halfronde ramen op de eerste verdieping, die bij vrijwel alle stations van de UERL begin 20e eeuw gangbaar was. Toen het station van Kentish Town opende, was het volgende CCE & HR-station naar het zuiden South Kentish Town maar dat station sloot in 1924 vanwege de geringe aanloop. Dit station is nog wel zichtbaar vanuit de langsrijdende metro's.
In 1933 werd het OV in Londen genationaliseerd in London Transport dat de lijn omdoopte in Edgware, Highgate Morden Line. In 1935 werd het Northern Heights plan ontvouwd wat bij het begin van de werkzaamheden in 1937 aanleiding was om de hele lijn Northern Line te noemen als verwijzing naar de heuvels langs de noordrand van de stad die door de verlenging van de lijn op de metro zouden worden aangesloten.

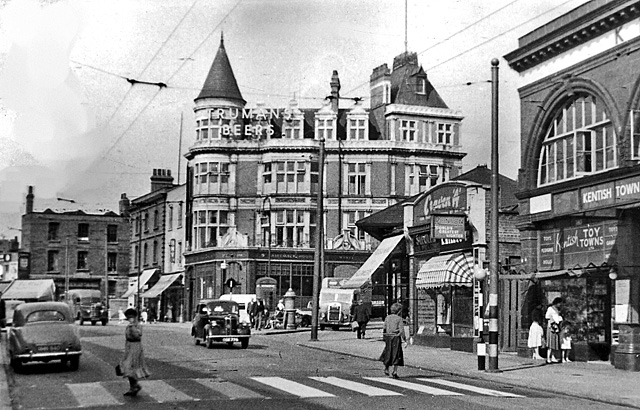
1955 nog met het spoorwegstation, met puntdak, links van het metrostation.
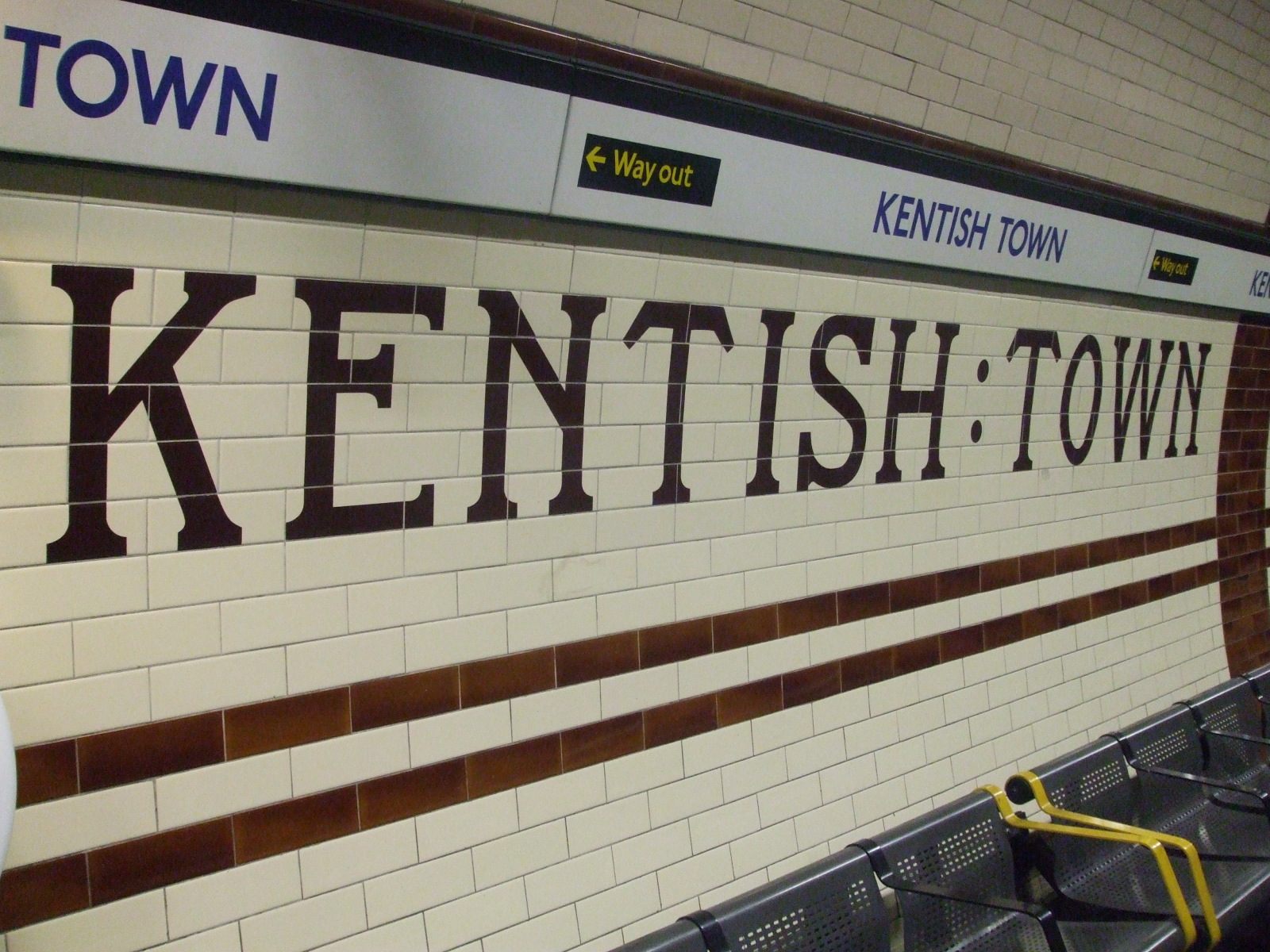
Het tegelwerk met de stationsnaam.
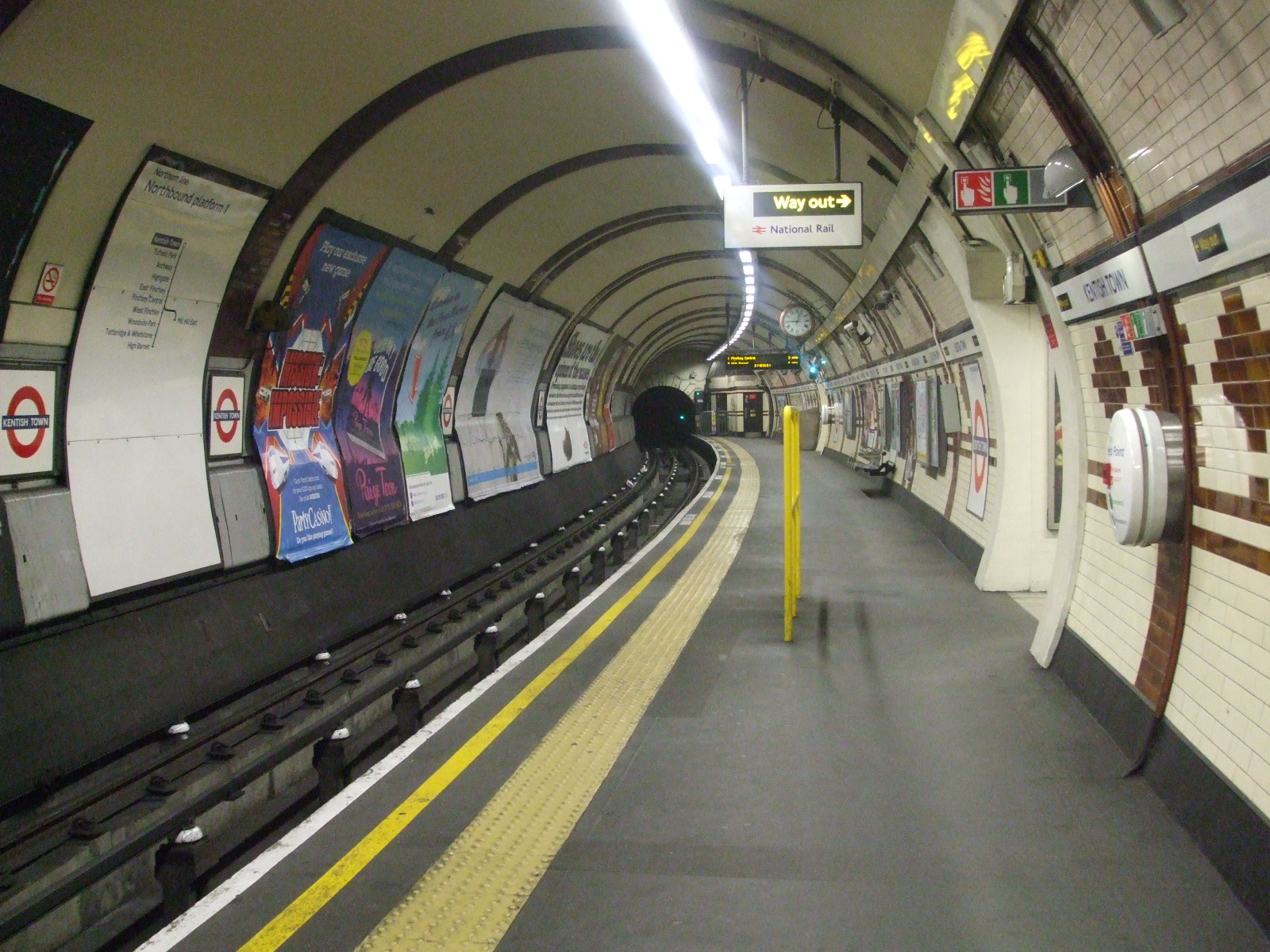
De metro naar het noorden.

## Ligging en inrichting
De stationshal van het station van Leslie Green doet sinds 1983 dienst voor zowel Thameslink als de Underground, de perrons van beide zijn bereikbaar van achter de toegangspoortjes. De perrons van de metro liggen ten zuiden van de spoorlijn onder de Kentish Town Road. Ze liggen schuin boven elkaar, die naar het zuiden op 24 meter diepte, die naar het noorden op 21 meter diepte. Het tegelwerk langs de perrons kreeg een uniek patroon zodat ook laaggeletterden het station konden herkennen. Zoals voorafgaand aan de Eerste Wereldoorlog gebruikelijk werden de reizigers aanvankelijk met liften vervoerd tussen de stationshal en de perrons. In het interbellum werd het station onder leiding van Charles Holden, net als vele andere metrostations destijds, voorzien van roltrappen. Deze verbinden de stationshal en het bovenste perron, reizigers naar het zuiden moeten onderaan de roltrap via een vaste trap en een tunneltje naar het onderste perron. Beide perrons liggen aan de oostkant van het spoor en de plaatsing van de tunnels komt er op neer dat hier rechts in plaats van links gereden wordt. Ten noorden van de spoorlijn liggen de tunnels van de Northern Line boven elkaar om bebouwd terrein te vermijden. Vlak ten noorden van station South Kentish Town kruisen de tunnels elkaar zodat vandaar naar het zuiden weer links gereden wordt.

## Reizigersdienst
Het station bij de kruising van Kentish Town Road ( A400 ) en Leighton Road is het enige station aan de High Barnet-tak met een directe overstap met een lijn van het landelijke spoorwegnet. Daarnaast is het mogelijk om bij station Kentish Town West over te stappen op de North London Line zonder dat opnieuw het instaptarief moet worden betaald.
De underground rijdt om de 3 a 7 minuten in beide richtingen. In noordelijke richting wordt afwisselend gereden naar High Barnet en Mill Hill East. In zuidelijke richting wordt afwisselend via Bank naar Morden en Battersea Power Station via het West End gereden.

## Incident
Op 21 augustus 2020 raakte een man zwaargewond toen een gevelbord van het station losliet. Er was gemeld dat het bord, met de logo's van TfL en British Rail, los leek te hangen maar daar werd niet op gehandeld.